# Bail social
 (juillet 2016).
Si vous disposez d'ouvrages ou d'articles de référence ou si vous connaissez des sites web de qualité traitant du thème abordé ici, merci de compléter l'article en donnant les références utiles à sa vérifiabilité et en les liant à la section « Notes et références ».
Le bail social est un contrat de location d'habitation applicable à un logement social. Il permet à des ménages aux revenus modestes d'accéder plus facilement à un logement.

## Principe
Le bail social est accordé sous conditions de ressources, plusieurs niveaux de logement social permettant de loger des populations différentes. Les loyers pratiqués pour les baux sociaux sont plafonnés par la loi, ils ne sont pas libres. La caution est facultative, mais ne peut excéder un mois de loyer.
Un dossier administratif individuel permet de faire une demande auprès d'un organisme bailleur social ou des services de l'État. La conclusion du bail suppose l'adéquation du logement à la composition du foyer, le respect des critères de ressources, et la disponibilité d'un logement correspondant dans le parc social de la commune souhaitée. D'autres critères sociaux peuvent être pris en compte, comme la présence d'enfants par exemple.

Le locataire n'a pas la possibilité de loger de tierces personnes, sans quoi la résiliation de son contrat peut lui être opposée de plein droit, à l'exception du conjoint ou d'autres personnes déclarées préalablement[réf. nécessaire].

## France
Des organismes gestionnaires d'habitations à loyer modéré (HLM) sont les principaux utilisateurs de baux sociaux.
Le bail social est accordé en fonction de critères tels que les revenus ou la composition de la famille. Après nombre d'années, certains locataires occupent encore leur logement dans le cadre de leur bail initial, alors que leur situation matérielle ou familiale a largement changé. Faute de pouvoir résilier le bail, le bailleur peut alors être en droit d'appliquer un sur-loyer, pour tenir compte de la situation, et les inciter à se tourner vers le parc privé.

### Dispositif voisin
Votée en 1990, la loi Besson doit inciter des bailleurs privés à investir dans le locatif social grâce à des aides fiscales, en contrepartie d'un niveau de loyer adapté aux ressources de locataires modestes.